# 半胱氨酸蛋白酶
半胱氨酸蛋白酶（英语：Cysteine proteases或Thiol proteases）是降解蛋白质的水解酶。这些蛋白酶具有共同的催化机制，包括催化三联体或二联体中的亲核半胱氨酸硫醇。
1873年由Gopal Chunder Roy发现，第一个被分离和表征的半胱氨酸蛋白酶是木瓜蛋白酶，从番木瓜中获得。半胱氨酸蛋白酶常见于水果中，包括木瓜、菠萝、无花果和猕猴桃。果实未成熟时，蛋白酶的比例往往更高。事实上，已知数十种不同植物科的乳胶都含有半胱氨酸蛋白酶。半胱氨酸蛋白酶被用作肉嫩化剂的成分。

## 分类
MEROPS蛋白酶分类系统包括14个超家族以及几个当前未分配的家族（截至 2013 年），每个都包含许多家族。每个超家族在不同的蛋白质折叠中使用催化三联体或二联体，因此代表了催化机制的趋同进化。
对于超家族，P代表包含亲核体类家族混合物的超家族，而C代表纯半胱氨酸蛋白酶超家族。在每个超家族中，家族由它们的催化亲核试剂指定（C代表半胱氨酸蛋白酶）。
| 超家族 | 家族 | 例子                                                                            |
| ------ | --- | ------------------------------------------------------------------------------- |
| CA     | C1，C2，C6，C10，C12，C16，C19，C28，C31，C32，C33，C39，C47，C51，C54，C58，C64，C65，C66，C67，C70，C71，C76，C78，C83，C85，C86，C87，C93，C96，C98，C101 | 木瓜蛋白酶（番木瓜），菠萝蛋白酶（菠萝），组织蛋白酶K（地钱）和钙蛋白酶（人类） |
| CD     | C11，C13，C14，C25，C50，C80，C84 | 半胱天冬酶1（褐鼠）和分离酶（釀酒酵母）                                         |
| CE     | C5，C48，C55，C57，C63，C79 | Adenain（人类腺病毒2型）                                                        |
| CF     | C15 | 焦谷氨酰肽酶I（解淀粉芽孢杆菌）                                                 |
| CL     | C60，C82 | 分选酶A（金黃色葡萄球菌）                                                       |
| CM     | C18 | 丙型肝炎病毒肽酶2（丙型肝炎病毒）                                               |
| CN     | C9 | 辛德比斯病毒型nsP2肽酶（辛德比斯病毒）                                          |
| CO     | C40 | 二肽基肽酶VI（球形赖氨酸芽孢杆菌C3-41）                                         |
| CP     | C97 | DeSI-1肽酶（家鼠）                                                              |
| PA     | C3，C4，C24，C30，C37，C62，C74，C99 | 烟草蚀刻病毒蛋白酶（烟草蚀刻病毒）                                              |
| PB     | C44，C45，C59，C69，C89，C95 | 酰胺基磷酸核糖基转移酶前体（人类）                                              |
| PC     | C26，C56 | γ谷氨酰水解酶（褐鼠）                                                           |
| PD     | C46 | 刺猬信号通路（黑腹果蝇）                                                        |
| PE     | P1 | β肽基氨基肽酶（人类布鲁氏菌）                                                   |
| 未分配 | C7，C8，C21，C23，C27，C36，C42，C53，C75 |                                                                                 |

## 催化机制

半胱氨酸蛋白酶介导肽键断裂的反应机制。

半胱氨酸蛋白酶催化肽键水解的反应机制的第一步是具有碱性侧链的相邻氨基酸（通常是组氨酸残基）使酶活性位点中的硫醇去质子化。下一步是去质子化半胱氨酸的阴离子硫对底物羰基碳的亲核攻击。在这一步中，底物的片段与氨基端一起释放，蛋白酶中的组氨酸残基恢复到去质子化的形式，并且形成将底物的新羧基端与半胱氨酸硫醇连接的硫酯中间体。因此，它们有时也称为硫醇蛋白酶。硫酯键随后水解以在剩余的底物片段上产生羧酸部分，同时再生游离酶。

## 生物学上的重要性
半胱氨酸蛋白酶发挥着多方面的作用，几乎在生理和发育的各个方面。在植物中，它们在生长和发育以及储存蛋白（如种子中）的积累和动员中很重要。此外，它们还参与信号通路以及对生物和非生物胁迫的反应。在人类和其他动物中，它们负责衰老和细胞凋亡（程序性细胞死亡），MHCII类分子类免疫反应，激素原处理和细胞外基质重塑对骨骼发育很重要。巨噬细胞和其他细胞在特殊条件下将弹性半胱氨酸蛋白酶调动到其表面的能力也可能导致在动脉粥样硬化和肺气肿等疾病的炎症部位加速胶原蛋白和弹性蛋白降解。几种病毒（例如脊髓灰质炎和丙型肝炎）将其整个基因组表达为单个大量多聚蛋白，并使用蛋白酶将其切割成功能单元（例如，烟草蚀刻病毒蛋白酶）。

## 调节
半胱氨酸蛋白酶的活性受一些一般机制的调节，包括酶原的产生、选择性表型、pH调节、细胞区室化以及内源性抑制剂对其酶活性的调节，这似乎是与调节相关的最有效机制半胱氨酸蛋白酶的活性。
蛋白酶通常被合成为称为酶原的大蛋白质前体，例如丝氨酸蛋白酶前体胰蛋白酶原和糜蛋白酶原，以及天冬氨酸蛋白酶前体胃蛋白酶原。蛋白酶通过去除抑制片段或蛋白质而被激活。一旦蛋白酶被递送到特定的细胞内区室（例如溶酶体）或细胞外环境（例如胃），就会发生活化。该系统可防止产生蛋白酶的细胞被它破坏。
蛋白酶抑制剂通常是具有进入或阻断蛋白酶活性位点以防止底物进入的结构域的蛋白质。在竞争性抑制中，抑制剂与活性位点结合，从而防止酶与底物相互作用。在非竞争性抑制中，抑制剂与别构位点结合，从而改变活性位点并使其无法接近底物。
蛋白酶抑制剂的例子：
- 丝氨酸蛋白酶抑制剂
- 半胱氨酸蛋白酶抑制剂
- 凋亡抑制剂

## 用途

### 潜在药物
目前没有广泛使用半胱氨酸蛋白酶作为经批准的有效驱虫剂，但对该主题的研究是一个有前途的研究领域。已发现从这些植物中分离的植物半胱氨酸蛋白酶具有高蛋白水解活性，已知可消化线虫动物门的表皮，并且毒性非常低。已经报道了针对线虫动物门如多形螺旋线虫的意思、旋毛虫、巴西日圆线虫、鼠鞭虫和锡兰钩口线虫等线虫的成功结果；绦虫Rodentolepis microstoma和猪棘头动物寄生虫Macracanthorynchus hirundinaceus。半胱氨酸蛋白酶的一个有用特性是抗酸消化，允许口服给药。它们为目前的驱虫药提供了另一种作用机制，人们认为不太可能产生抗药性，因为这需要彻底改变蠕虫角质层的结构。
在几种传统药物中，木瓜、菠萝和无花果的果实或乳胶被广泛用于治疗人类和牲畜的肠道蠕虫感染。

### 其他
半胱氨酸蛋白酶被用作牲畜的饲料添加剂，以提高蛋白质和氨基酸的消化率。